# (1978) Patrice
(1978) Patrice es un asteroide perteneciente al cinturón de asteroides descubierto por el equipo del observatorio Perth, en Bickley, Australia, desde la estación astronómica homónima, el 13 de junio de 1971.

## Designación y nombre
Patrice se designó al principio como 1971 LD.
Más adelante fue nombrado en honor de una hija del astrónomo australiano Dennis Harwood.

## Características orbitales
Patrice orbita a una distancia media de 2,194 ua del Sol, pudiendo acercarse hasta 1,724 ua y alejarse hasta 2,664 ua. Tiene una excentricidad de 0,2143 y una inclinación orbital de 4,343°. Emplea 1187 días en completar una órbita alrededor del Sol.